# 第一紀 (トールキン)
第一紀（だいいっき、First Age; FA）は、J・R・R・トールキンの小説『指輪物語』及び『シルマリルの物語』の世界に出てくる歴史の時代区分の一つである。『シルマリルの物語』の「クウェンタ・シルマリッリオン」の話の大半はこの第一紀に入る。

## 概要
第一紀は、クイヴィエーネンの畔でエルフが目覚めてから、モルゴスがヴァリノールの軍に敗れ、虚空へ追放されるまでの時代である。第一紀は上古（Elder Days）とも呼ばれる。
第一紀はおよそ4902年続き、トールキンの三つの時代の中で一番長い。なお俗に言う太陽の第一紀という言葉は、即ち第一紀そのものを指すわけではない。クリストファー・トールキン曰く、父（J・R・R・トールキン）は"宝玉戦争"という言葉を第一紀最後の6世紀間に対して屡々用いていたようだ、と書き記している。
中つ国でのエルフ達の影響力は強く、人間達はこの時代に目覚めて出現したばかりであり、まだ弱い存在であった。
トールキンは、主にベレリアンドに生じた出来事について記述した。アングバンド軍と邪悪な人間に対して、シンダール、ノルドールおよびエダイン三家が戦った一連の戦いを中心にかかれている。その戦争は中つ国にモルゴスが帰還した直後に始まった。ベレリアンドにはアマンへは行かなかったエルフがいたが、彼らは単に攻められたから応戦していただけで、モルゴスと関わりを持とうとはしていなかった。一方、ノルドール、特にフェアノールの息子たちは、モルゴスを破るためにやって来た。
第一紀の主な合戦は次のとおり。
- 諸力の戦い(諸神の戦い)は、目覚めたエルフ達をメルコール(後のモルゴス)の手から守るため、ヴァラールが再び中つ国の覇権を取り戻さんと、メルコールに挑んだ戦い。長い戦いの末にメルコールは敗北し、虜囚の身となった。この結果中つ国の地形は激変し、地殻が隆起したり大海が広く深くなるなどした。メルコールの第一の地下要塞ウトゥムノを含めた北方の大地は徹底的に破壊されたが、第二の要塞アングバンドは不完全な破壊に留まった。
- 最初の戦いは、シルマリルを奪って逃亡したモルゴスが中つ国に帰還して、配下のオークを中つ国に住むシンダールに差し向けたことで起きた。これが中つ国におけるモルゴスとエルダールの最初の戦いである。ノルドールが中つ国に来る以前の出来事であり、エルダール側の勝利に終わるが被害は甚大であり、この事からシンダールの上級王シンゴルは妻メリアンの力でドリアスを魔法帯で囲んだ。
- ダゴール＝ヌイン＝ギリアス（星々の下の合戦、太陽の昇る前の戦いのためこう名づけられた）はノルドールの到着のすぐ後に戦われた。ヒスルムのノルドールの野営地を攻撃するために、モルゴスはアングバンドから襲撃部隊を派遣したが、エルフはそれを撃退した。フェアノールがバルログの首領ゴスモグに殺された。この戦いは、ベレリアンドの戦いの第二の合戦と考えられている。
- ダゴール・アグラレブ（赫々たる勝利の合戦）はノルドールの帰還の約75年後に起こった。モルゴスは再びノルドールを攻撃し、そしてまた成功しなかった。ノルドールは非常に大胆になり、アングバンドを包囲した。しかしながら、アングバンドの北側がエレド・エングリンの北側にあり接近できなかったので、その包囲は限られた有効性しかなかった。
- ダゴール・ブラゴルラハ（俄かに焔流るる合戦）は、モルゴスがアングバンドから火の川を注いで、包囲するノルドール軍を壊滅させて始まった。ノルドールは最後には防いだが、その被害は甚大だった。例えば、アルド＝ガレンの緑の平原は、火の川によって永久に荒廃させられ、今やアンファウグリス（息の根を止める灰土の地）と呼ばれた。またエダインが居住していたドルソニオンの高地は荒れ果ててしまった。
- ニアナイス・アルノイディアド（涙尽きざる合戦）はノルドールが始めた最初の戦いだった。エルフ、エダイン、およびフェアノールの息子と同盟したボールおよびウルファングの家から構成されていた。エルフおよび同盟軍はアングバンドにとても近くまで前進したが、モルゴスの策略がかれらの戦闘計画を混乱させ、ウルファングの裏切りが判明した。「涙尽きざる合戦」の名は、エルフの勝利の最後の可能性が破壊されたことに由来する。ヒスルムの土地は失われ、フェアノールの息子たちの大部分はばらばらになり、ベレリアンドの人口が激減した。モルゴスのオークはアンファウグリスの中心に多くのエルフおよび人間の死者の山を築いた。
- 怒りの戦いは、エアレンディルがヴァリノールに航海し、かれらが見捨てた人々を助けるようにヴァラールを説得した後、起こった。ヴァラールは、マイアールとヴァンヤールとヴァリノールにとどまったノルドールで構成された軍隊を召集した。テレリはベレリアンドのノルドールがなした古の攻撃により、援助を拒絶したが、かれらの有名な船でヴァラールの軍隊を送ることは承諾した。この戦いは接戦だった。しかし、ヴァラールは勝利した。モルゴスは捕らえられアルダから投げだされたが、かれの国とベレリアンドの大部分は戦いの熱の中で破壊され海の下に沈められた。